# إسحاق إزرائيل هايز
إسحاق إزرائيل هايز (بالإنجليزية: Isaac Israel Hayes) هو باحث ومستكشف وطبيب وسياسي أمريكي، ولد في 5 مارس 1832 في مقاطعة تشيستر في الولايات المتحدة، وتوفي في 17 ديسمبر 1881 في نيويورك في الولايات المتحدة. حزبياً، نشط في الحزب الجمهوري. وقد انتخب عضو جمعية ولاية نيويورك.

## روابط خارجية
- إسحاق إزرائيل هايز على موقع الموسوعة البريطانية (الإنجليزية)